# فصل لانه‌سازی
فصل لانه‌سازی یا فصل آشیانه‌سازی (به انگلیسی: Nesting season)، عنوان موعدی است در طول سال که پرندگان، برخی حیوانات و همین‌طور خزندگان، اقدام به ساخت لانه برای تخم‌گذاری می‌نمایند. فصل لانه‌سازی، معمولاً مصادف با فصل بهار است.